# Prvenstvo ZND 1941-1942
Il Prvenstvo Zagrebačkog nogometnog dosaveza 1941./42. (it. "Campionato della sottofederazione calcistica di Zagabria 1941-42") fu la prima edizione del campionato organizzato dalla Zagrebački nogometni dosavez (ZND), la ventinovesima in totale, contando anche le 22 edizioni della ZNP (1920-1941), le 4 del Prvenstvo grada Zagreba (1918-1919) e le 2 del campionato del Regno di Croazia e Slavonia (1912-1914, composto esclusivamente da squadre di Zagabria).
La ZND è il nuovo nome della sottofederazione di Zagabria organizzata nello Stato indipendente di Croazia.
Questa fu la ottava edizione del campionato zagabrese ad essere di seconda divisione, infatti le migliori squadre zagabresi militavano nella Prvenstvo NDH 1941, mentre i vincitori sottofederali avrebbero disputato gli spareggi per la promozione al Prvenstvo NDH successivo.
Il torneo, chiamato 1. razred ("Prima classe"), fu vinto dallo Ličanin Zagabria, al suo primo titolo nella ZND.
Il campionato era diviso era diviso fra le squadre di Zagabria città (divise in 2 divisioni chiamate razred) e quelle della provincia (divise in varie parrocchie, župe).

## Struttura
```
I termini "in casa" e "in trasferta" non hanno senso perché pochi club avevano un proprio stadio, solo cinque impianti di Zagabria rispettano il regolamento per le partite: 
Koturaška cesta
 del 
Građanski
, 
Maksimir
 del 
HAŠK
, 
Tratinska cesta
 del 
Concordia
, Miramarska cesta del 
Viktorija
 e dello 
Željezničar
 e quello dello 
Šparta
.
[
2
]
```

| 1º livello | Prvenstvo NDH | 15 squadre |
| 2º livello | 1. razred     | 10 squadre |
| 3º livello | 2. razred     | 11 squadre |

## Classifica
|              | Pos. | Squadra              | Pt | G  | V  | N | P  | GF | GS | QR    |
| ------------ | ---- | -------------------- | -- | -- | -- | - | -- | -- | -- | ----- |
|              | 1.   | Ličanin Zagabria     | 32 | 18 | 15 | 2 | 1  | 55 | 14 | 3,928 |
|              | 2.   | Ferraria Zagabria    | 29 | 18 | 14 | 1 | 3  | 90 | 28 | 3,214 |
|              | 3.   | ZET Zagabria         | 25 | 18 | 2  | 1 | 5  | 59 | 29 | 2,034 |
|              | 4.   | Redarstveni Zagabria | 24 | 18 | 11 | 2 | 5  | 35 | 32 | 1,093 |
|              | 5.   | Šparta Zagabria      | 16 | 18 | 7  | 2 | 9  | 29 | 36 | 0,805 |
|              | 6.   | Viktorija Zagabria   | 14 | 18 | 6  | 2 | 10 | 26 | 39 | 0,666 |
|              | 7.   | Zagorac Zagabria     | 13 | 18 | 6  | 1 | 11 | 45 | 39 | 1,153 |
|              | 8.   | Trešnjevka           | 12 | 18 | 4  | 4 | 10 | 24 | 56 | 0,428 |
|              | 9.   | Uskok Zagabria       | 11 | 18 | 5  | 1 | 12 | 35 | 56 | 0,625 |
|              | 10.  | Zvonimir Zagabria    | 4  | 18 | 1  | 2 | 15 | 17 | 70 | 0,242 |
| Fonte: rsssf |      |                      |    |    |    |   |    |    |    |       |

Legenda:
      Promossi nel Prvenstvo ZND 1942-1943.
  Partecipa agli spareggi.
      Retrocessa nella divisione inferiore.
Note:
Due punti a vittoria, uno a pareggio, zero a sconfitta.

## Seconda classe
```
Trnje e Kvaternik rimangono in seconda classe, gli altri club vengono retrocessi nella neoformata terza classe.
```

|                       | Pos. | Squadra               | Pt | G  | V  | N | P  | GF | GS | QR    |
| --------------------- | ---- | --------------------- | -- | -- | -- | - | -- | -- | -- | ----- |
|                       | 1.   | Trnje Zagabria        | 35 | 20 | 16 | 3 | 1  | 90 | 20 | 4,500 |
|                       | 2.   | Kvaternik Zagabria    | 31 | 20 | 14 | 3 | 3  | 67 | 24 | 2,791 |
|                       | 3.   | Deutscher SC Zagabria | 29 | 20 | 13 | 3 | 4  | 70 | 22 | 3,181 |
|                       | 4.   | Jarun                 | 23 | 20 | 10 | 3 | 7  | 42 | 35 | 1,200 |
|                       | 5.   | Mesarski Zagabria     | 18 | 20 | 9  | 0 | 11 | 32 | 46 | 0,695 |
|                       | 6.   | Savica Zagabria       | 17 | 20 | 7  | 3 | 10 | 40 | 50 | 0,800 |
|                       | 7.   | Meteor Zagabria       | 16 | 20 | 6  | 4 | 10 | 25 | 40 | 0,625 |
|                       | 8.   | Croatia Zagabria      | 16 | 20 | 7  | 2 | 11 | 37 | 55 | 0,672 |
|                       | 9.   | Grafičar Zagabria     | 12 | 20 | 5  | 2 | 13 | 36 | 67 | 0,537 |
|                       | 10.  | Grič Zagabria         | 12 | 20 | 5  | 2 | 13 | 31 | 73 | 0,424 |
|                       | 11.  | Hajduk Zagabria       | 10 | 20 | 4  | 2 | 14 | 19 | 56 | 0,339 |
| Fonte: nk-maksimir.hr |      |                       |    |    |    |   |    |    |    |       |